# 신사회당
신사회당(일본어: 新社会党 신샤카이토[*])은 일본의 정치단체다. 모든 선거에서 득표율이 2%에 미치지 못해 정당요건을 상실하여 법적으로 정당이 아니다. 교부금도 받지 못해서 헌금과 기관지 구독료를 자금원으로 삼고 있다.
1996년 3월, 우경화한 일본사회당이 사회민주당으로 개칭하자 반발한 당내 좌파 일부가 독립해서 결성했다. 좌파사회당의 실질적 후신으로서 사회당 시절의 주요 외곽조직인 일본사회주의청년동맹, 사회주의협회, 전국노동조합연락협의회 등과 지지・우호 관계에 있다.
2022년 기준 당원 수는 전국에 3000명, 기초자치단체 의석 17석을 보유하고 있으나, 국회 양원 의석 및 광역자치단체 의석은 하나도 가지고 있지 않다.